# Thismia rodwayi
Thismia rodwayi là một loài thực vật có hoa trong họ Burmanniaceae. Loài này được F.Muell. miêu tả khoa học đầu tiên năm 1890.